# 2022년 중국의 대만 주변 군사훈련

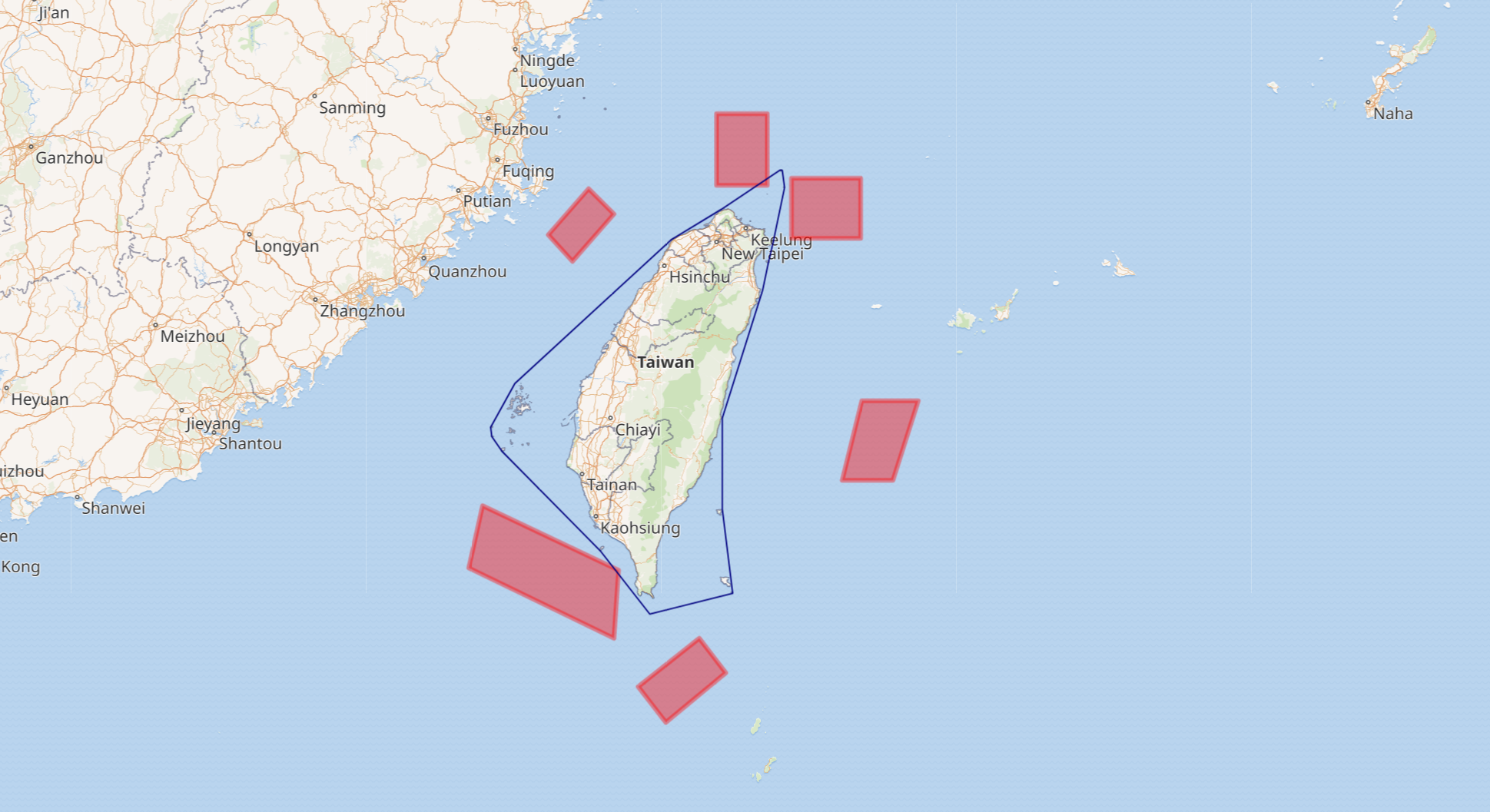
8월 4~7일 인민해방군 훈련이 예정된 지역

2022년 중국의 대만 주변 군사훈련(중국어 번체: 2022年環臺軍事演練, 중국어 간체: 2022年环台军事演练)은 중화인민공화국(PRC)에 의한 대만을 포위한 일련의 군사훈련이다. 처음에는 2022년 8월 4일부터 7일까지 지속되었으며 중국 인민해방군(PLA)의 실사격 훈련, 공중 출격, 해군 배치, 탄도 미사일 발사가 포함되었다. 이번 훈련은 낸시 펠로시 미국 하원의장의 대만 순방에 대한 대응으로 시작됐다.
G7 국가들로부터 비난을 받은 이번 훈련은 미국이 '중국 내정'에 개입하는 것으로 중국이 인식하는 것을 억제하고 이 지역에서 중국의 군사력을 국내외 청중들에게 보여주기 위한 무력 과시였다. 실사격 훈련은 최근 역사상 유례가 없는 일로, 섬의 가장 분주한 국제 수로와 항공로를 둘러싼 6개 구역에서 진행되었다. 8월 8일, 중국군은 대만 주변에서 새로운 군사훈련을 발표했다. 중국은 8월 10일 훈련 종료를 발표했지만, 대만 해협에서 정기 "순찰"이 시작될 것이라고 밝혔다.

## 같이 보기
- 제1차 대만 해협 위기
- 진먼 포격전
- 제3차 대만 해협 위기